# Paul Marie Ro Kinam
Paul Marie Ro Kinam (ur. 22 grudnia 1902 w Ron Tjai, zm. 25 czerwca 1984) – koreański duchowny rzymskokatolicki, pierwszy koreański biskup, wikariusz apostolski i arcybiskup seulski.

## Biografia
Paul Marie Ro Kinam urodził się 22 grudnia 1902 w Ron Tjai w Korei. 26 października 1930 otrzymał święcenia prezbiteriatu.
10 listopada 1942 papież Pius XII mianował go wikariuszem apostolskim Seulu i biskupem tytularnym Colbasy. Był pierwszym Koreańczykiem, który został biskupem i zasiadł na seulskiej katedrze. 20 grudnia 1942 przyjął sakrę biskupią z rąk emerytowanego wikariusza apostolskiego Seulu Adriena Josepha Larribeau MEP. Współkonsekratorami byli opat Tŏkwonu Bonifatius Sauer OSB oraz biskup Nagasaki Paul Aijirō Yamaguchi.
10 marca 1962 wikariat apostolski Seulu został podniesiony do rangi archidiecezji. Tym samym Ro Kinam został arcybiskupem seulskim. Jako ojciec soborowy wziął udział we wszystkich sesjach soboru watykańskiego II. W latach 1964–1967 był przewodniczącym Konferencji Episkopatu Korei. 23 marca 1967 zrezygnował z arcybiskupstwa seulskiego. Do 1971 był arcybiskupem tytularnym Tituli in Proconsulari. Zmarł 25 czerwca 1984.
Konsekrował dwóch biskupów i współkonsekrował 11. Udzielił święceń prezbiteriatu późniejszemu kardynałowi Nicholasowi Cheongowi Jin-sukowi.